# 盧雷 (堪薩斯州)
盧雷（英語：Luray）是一個位於美國堪薩斯州拉塞爾縣的城市。

## 地方資料
根據2020年美國人口普查的數據，盧雷的面積為0.86平方千米，當中陸地面積為0.86平方千米，而水域面積為0.00平方千米。當地共有人口166人，而人口密度為每平方千米193.02人。